# 62P/Tsuchinshan
62P/Tsuchinshan (także Tsuchinshan 1) – kometa krótkookresowa, należąca do rodziny Jowisza.

## Odkrycie
Kometa została odkryta 1 stycznia 1965 roku w chińskim obserwatorium astronomicznym Zijinshan w Nankinie.

## Orbita komety
Orbita komety 62P/Tsuchinshan ma kształt elipsy o mimośrodzie 0,57. Jej peryhelium znajduje się w odległości 1,49 j.a., aphelium zaś 5,57 j.a. od Słońca. Jej okres obiegu wokół Słońca wynosi 6,63 roku, nachylenie do ekliptyki to wartość 10,5˚.